# Exoprosopa pulcherrima
Exoprosopa pulcherrima är en tvåvingeart som beskrevs av Paramonov 1928. Exoprosopa pulcherrima ingår i släktet Exoprosopa och familjen svävflugor.
Artens utbredningsområde är Iran. Inga underarter finns listade i Catalogue of Life.